# 帕德尔纳
帕德尔纳（義大利語：Paderna），是意大利亚历山德里亚省的一个市镇。总面积4.22平方公里，人口239人，人口密度56.6人/平方公里（2009年）。ISTAT代码为006124。